# Lista osób straconych na podstawie wyroków inkwizycji rzymskiej

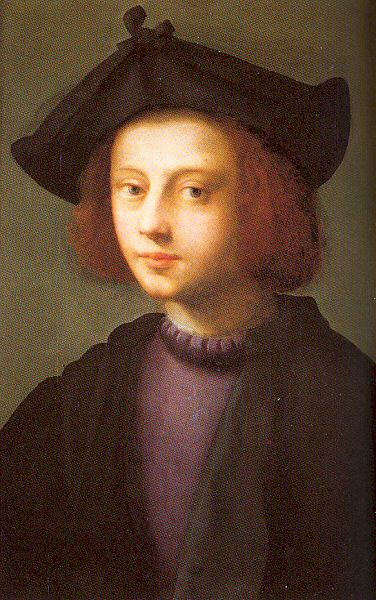
Pietro Carnesecchi został ścięty w Rzymie w 1567

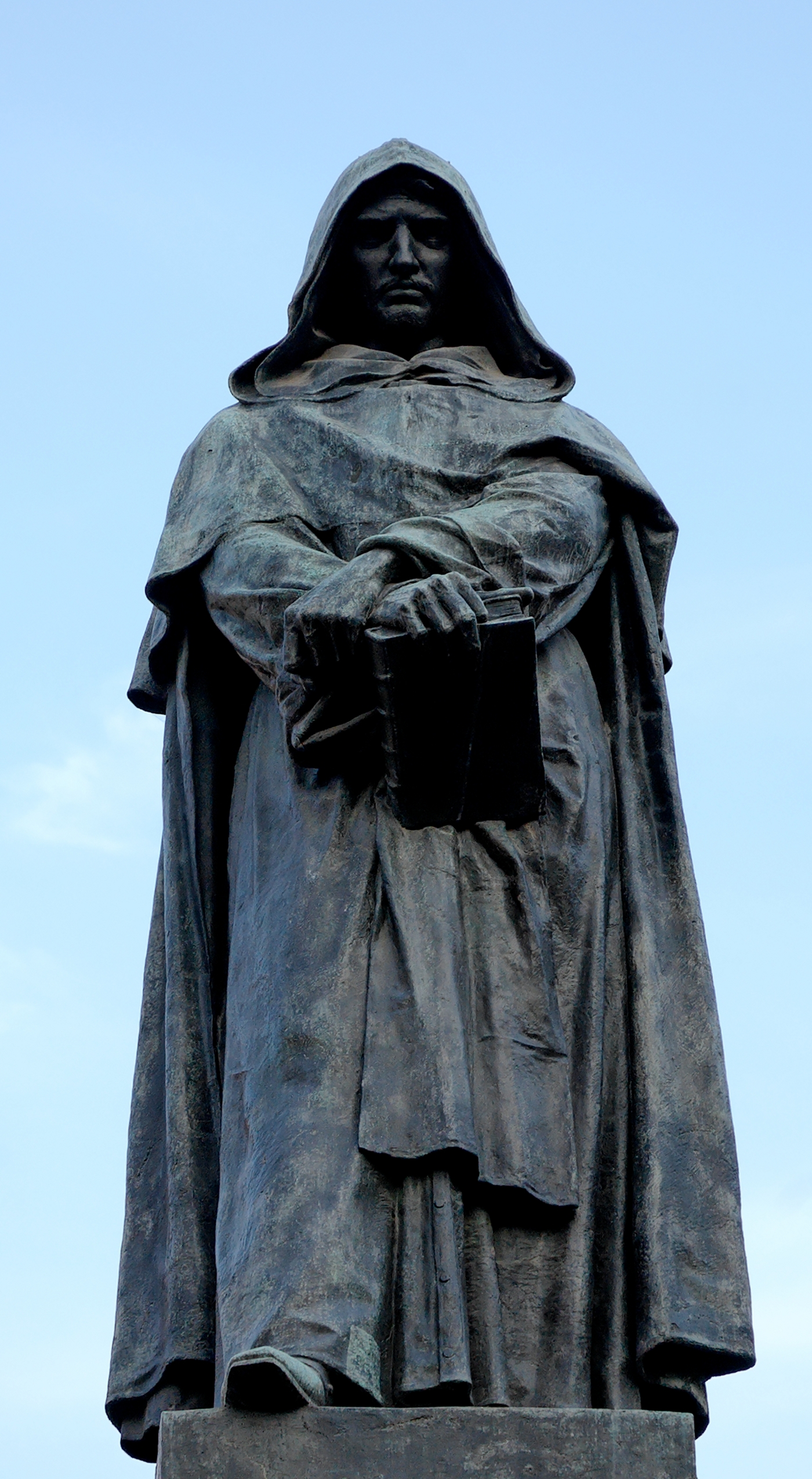
Giordano Bruno został spalony żywcem na stosie w Rzymie w 1600

Lista osób straconych na podstawie wyroków inkwizycji rzymskiej – lista osób, które zostały skazane na śmierć przez trybunały inkwizycji rzymskiej (w tym także przez Kongregację Świętego Oficjum w Rzymie) i następnie stracone. Obejmuje ona jedynie znane i udokumentowane źródłowo egzekucje i z tego względu nie może być traktowana jako kompletna i wyczerpująca. Z uwagi na zniszczenie znacznej części archiwów inkwizycji rzymskiej w XVIII – XIX wieku odtworzenie kompletnej listy straconych na podstawie jej wyroków najprawdopodobniej nigdy nie będzie możliwe. Historycy Andrea Del Col oraz Francisco Bethencourt oceniają, że inkwizycja rzymska we Włoszech doprowadziła do stracenia około 1250 osób, nie licząc egzekucji w Awinionie.
Lista obejmuje jedynie egzekucje zarządzone przez Kongregację Świętego Oficjum w Rzymie oraz przez lokalne trybunały inkwizycyjne, nie obejmuje natomiast osób skazanych przez sądy biskupie, nawet jeśli wyroki zapadły po konsultacjach z rzymską Kongregacją.
W zestawieniu poniższym egzekucje pogrupowano według kryterium geograficznego, tj. według miejsca wykonania wyroku. Wykonanie egzekucji w danym mieście nie musi jednak oznaczać, że wyrok wydał także miejscowy trybunał. Wiadomo na przykład, że Francesco Calcagno, stracony w Brescii w 1550 roku, został skazany przez trybunał wenecki a nie trybunał z Brescii. Z kolei w 1736 roku w Wenecji stracony został niejaki Andrea Filippo Pini, na którego wyrok wydał trybunał z Padwy.
Uwagi dotyczące kwalifikacji poglądów czy innych występków przypisanych skazańcom oparte są na informacjach przekazanych w źródłach. Niekoniecznie wiernie odzwierciedlają one faktyczne poglądy lub czyny poszczególnych skazańców.

## Rzym
| Lp. | Imię skazańca                                   | Data                 | Pontyfikat                 | Uwagi |
| --- | ----------------------------------------------- | -------------------- | -------------------------- | --- |
| 1   | Gérôme                                          | wrzesień 1546        | Paweł III (1534–1549)      | Francuz spalony jako luteranin |
| 2   | Jaime Enzinas                                   | 15 marca 1547        | Paweł III (1534–1549)      | Hiszpan spalony jako luteranin |
| 3   | Giovanni Buzio da Montalcino OFMConv.           | 4 września 1553      | Juliusz III (1550–1555)    | Franciszkanin konwentualny spalony jako luteranin na Campo de’ Fiori |
| 4   | Teodoro Teodori da Perugia                      | 4 września 1553      | Juliusz III (1550–1555)    | Tkacz spalony jako luteranin na Campo de’ Fiori |
| 5   | Ambrogio de Cavoli OESA                         | 15 czerwca 1556      | Paweł IV (1555–1559)       | Augustianin przekazany do Rzymu z Ferrary; uduszony i spalony za herezję na Campo de’ Fiori |
| 6   | Pomponio de Algerio di Nola                     | 19 sierpnia 1556     | Paweł IV (1555–1559)       | Luteranin z Padwy, przekazany do Rzymu przez tamtejszy trybunał za zgodą władz Republiki Weneckiej, spalony żywcem na Piazza Navona jako nieskruszony heretyk                                                                            |
| 7   | Gisberto di Milnuccio Poggio di Civita di Penne | 15 czerwca 1558      | Paweł IV (1555–1559)       | Nieskruszony heretyk, spalony żywcem na Piazza Giudea |
| 8   | Antonio della Rocca di Policastro               | 8 lutego 1559        | Paweł IV (1555–1559)       | Nieskruszony heretyk, spalony żywcem na Piazza Navona |
| 9   | Leonardo di Paulo da Meolo da Pontecorvo        | 8 lutego 1559        | Paweł IV (1555–1559)       | Powieszony i spalony na Piazza Navona; charakter zarzutów nieznany |
| 10  | Gianantonio del Bo Cremonese                    | 8 lutego 1559        | Paweł IV (1555–1559)       | Powieszony i spalony na Piazza Navona; charakter zarzutów nieznany |
| 11  | Mermetto Bricietto                              | 13 sierpnia 1560     | Pius IV (1559–1565)        | Sabaudczyk, powieszony i spalony w Traspontina; prawdopodobnie waldens |
| 12  | Gianluigi Pasquali                              | 15 września 1560     | Pius IV (1559–1565)        | Pastor waldensów, spalony żywcem na moście św. Anioła |
| 13  | Stefano Morello                                 | 15 września 1560     | Pius IV (1559–1565)        | Francuz, powieszony i spalony; prawdopodobnie waldens |
| 14  | Maccario                                        | 10 czerwca 1562      | Pius IV (1559–1565)        | Grecki mnich i abp Macedonii, powieszony i spalony jako heretyk recydywista |
| 15  | Cornelio di Olanda                              | 23 stycznia 1563     | Pius IV (1559–1565)        | Holender, powieszony i spalony na moście św. Anioła jako heretyk |
| 16  | Francesco Segretuzzo                            | 4 września 1564      | Pius IV (1559–1565)        | Cypryjczyk, powieszony i spalony na moście św. Anioła jako heretyk |
| 17  | Pompeo de Monti di Napoli                       | 3 lipca 1566         | Pius V (1566–1572)         | Neapolitańczyk, ścięty i spalony na moście św. Anioła jako heretyk recydywista |
| 18  | Curzio di Cave OFMCap.                          | 9 lipca 1566         | Pius V (1566–1572)         | Kapucyn, ścięty i spalony na moście św. Anioła za herezję |
| 19  | Domenico Zocchi di Treviso                      | 1 lutego 1567        | Pius V (1566–1572)         | Ścięty i spalony na moście św. Anioła ; charakter zarzutów nieznany |
| 20  | Ippolito di Tonuccio da Rimini                  | 1 lutego 1567        | Pius V (1566–1572)         | Ścięty i spalony na moście św. Anioła prawdopodobnie za herezję |
| 21  | Girolamo Landi da Fondi                         | 25 lutego 1567       | Pius V (1566–1572)         | Powieszony i spalony na moście św. Anioła prawdopodobnie za herezję |
| 22  | Gregorio Perini di Donato da Arezzo OP          | 23 czerwca 1567      | Pius V (1566–1572)         | Dominikanin, powieszony i spalony jako heretyk recydywista |
| 23  | Pietro Carnesecchi                              | 1 października 1567  | Pius V (1566–1572)         | Jeden z liderów ruchu reformacyjnego we Włoszech, zwolennik nauk Juana Valdesa, wydany Inkwizycji przez władze Toskanii. Ścięty i spalony na moście św. Anioła                                                                           |
| 24  | Giulio Maresio OFM                              | 1 października 1567  | Pius V (1566–1572)         | Franciszkanin z Pistoia, uznany za wspólnika Carnesecchiego, przekazany do Rzymu przez trybunał inkwizycyjny z Belluno. Ścięty i spalony na moście św. Anioła                                                                            |
| 25  | Lorenzo da Mugnano                              | 10 maja 1568         | Pius V (1566–1572)         | Powieszony i spalony na moście św. Anioła za herezję |
| 26  | Matteo di Ipolito dalle Tombe di Faenza         | 10 maja 1568         | Pius V (1566–1572)         | Heretyk przekazany do Rzymu przez trybunał z Faenzy, powieszony i spalony na moście św. Anioła |
| 27  | Francesco Stanghi da Faenza                     | 10 maja 1568         | Pius V (1566–1572)         | Heretyk przekazany do Rzymu przez trybunał z Faenzy, powieszony i spalony na moście św. Anioła |
| 28  | Matteo Rondinini                                | 10 maja 1568         | Pius V (1566–1572)         | Skazaniec przekazany do Rzymu przez trybunał z Faenzy, spalony żywcem na moście św. Anioła jako nieskruszony heretyk |
| 29  | Girolamo Bertoni                                | 10 maja 1568         | Pius V (1566–1572)         | Skazaniec przekazany do Rzymu przez trybunał z Faenzy, spalony na moście św. Anioła jako nieskruszony heretyk |
| 30  | Francesco Castellani da Faenza                  | 6 grudnia 1568       | Pius V (1566–1572)         | Heretyk przekazany przez trybunał z Faenzy, powieszony i spalony na moście św. Anioła jako recydywista |
| 31  | Pietro Gelosi di Spoleto                        | 6 grudnia 1568       | Pius V (1566–1572)         | Powieszony i spalony na moście św. Anioła jako heretyk recydywista |
| 32  | Marcantonio Verotti da Venezia                  | 6 grudnia 1568       | Pius V (1566–1572)         | Kalwinista przekazany przez trybunał z Udine, powieszony i spalony na moście św. Anioła jako heretyk recydywista |
| 33  | Luca Bertoni da Faenza                          | 28 lutego 1569       | Pius V (1566–1572)         | Luteranin przekazany przez trybunał z Faenzy, powieszony i spalony na moście św. Anioła jako nieskruszony heretyk |
| 34  | Filippo Borghesi                                | 2 maja 1569          | Pius V (1566–1572)         | Sieneńczyk, ścięty i spalony na moście św. Anioła; charakter zarzutów nieznany |
| 35  | Gianmaria de Blasii da Subiaco                  | 2 maja 1569          | Pius V (1566–1572)         | Powieszony i spalony na moście św. Anioła ; charakter zarzutów nieznany |
| 36  | Camillo Ragnolo da Faenza                       | 25 maja 1569         | Pius V (1566–1572)         | Heretyk przekazany przez trybunał z Faenzy, powieszony i spalony na moście św. Anioła |
| 37  | Francesco Cellario OFM                          | 25 maja 1569         | Pius V (1566–1572)         | Pastor z Morbegno, powieszony i spalony na moście św. Anioła |
| 38  | Bartolomeo Bartoccio di Civita di Castello OFM  | 25 maja 1569         | Pius V (1566–1572)         | Kalwinista, eks-franciszkanin przekazany do Rzymu przez trybunał z Genui, spalony żywcem na moście św. Anioła jako nieskruszony heretyk                                                                                                  |
| 39  | Pagolo Veloccio da Spalano                      | 24 sierpnia 1569     | Pius V (1566–1572)         | Wenecjanin, powieszony i spalony za herezję |
| 40  | Filippo Porroni                                 | 11 lutego 1570       | Pius V (1566–1572)         | Rzymianin, powieszony za nieznane występki (z pewnością nie za herezję) |
| 41  | Nicolo Franco                                   | 11 marca 1570        | Pius V (1566–1572)         | Powieszony na moście św. Anioła za opublikowanie pornograficznego dzieła „Priapeia” |
| 42  | Jean de Mâcon                                   | 13 maja 1570         | Pius V (1566–1572)         | Francuz, powieszony i spalony na moście św. Anioła jako heretyk |
| 43  | Aonio Paleario                                  | 3 lipca 1570         | Pius V (1566–1572)         | Luteranin z Veroli, przekazany do Rzymu przez trybunał z Mediolanu, powieszony i spalony na moście św. Anioła jako nieskruszony heretyk                                                                                                  |
| 44  | Altinio Paltoni                                 | 8 lipca 1570         | Pius V (1566–1572)         | Lektor z Pawii spalony prawdopodobnie jako heretyk |
| 45  | Dianora di Montpellier                          | 9 lutego 1572        | Pius V (1566–1572)         | Kobiety przekazane do Rzymu z Neapolu, powieszone i spalone na moście św. Anioła za kryptojudaizm, świętokradztwo i praktyki magiczne |
| 46  | Dianora di Valenza                              | 9 lutego 1572        | Pius V (1566–1572)         | Kobiety przekazane do Rzymu z Neapolu, powieszone i spalone na moście św. Anioła za kryptojudaizm, świętokradztwo i praktyki magiczne |
| 47  | Girolama Guanziana di Valenza                   | 9 lutego 1572        | Pius V (1566–1572)         | Kobiety przekazane do Rzymu z Neapolu, powieszone i spalone na moście św. Anioła za kryptojudaizm, świętokradztwo i praktyki magiczne |
| 48  | Isabella di Montpellier                         | 9 lutego 1572        | Pius V (1566–1572)         | Kobiety przekazane do Rzymu z Neapolu, powieszone i spalone na moście św. Anioła za kryptojudaizm, świętokradztwo i praktyki magiczne |
| 49  | Domenico della Xenia                            | 9 lutego 1572        | Pius V (1566–1572)         | Przekazany do Rzymu z Neapolu, powieszony i spalony na moście św. Anioła za kryptojudaizm |
| 50  | Teofilo Panarelli di Monopoli                   | 25 lutego 1572       | Pius V (1566–1572)         | Heretyk przekazany przez trybunał z Wenecji, powieszony i spalony na moście św. Anioła |
| 51  | Alessndro di Giulio Capuano                     | 15 marca 1572        | Pius V (1566–1572)         | Powieszony i spalony na moście św. Anioła prawdopodobnie za herezję |
| 52  | Giovanni di Campagnano                          | 15 marca 1572        | Pius V (1566–1572)         | Powieszony i spalony na moście św. Anioła prawdopodobnie za herezję |
| 53  | Girolamo Pellegrino                             | 19 lipca 1572        | Grzegorz XIII (1572–1585)  | Przekazany do Rzymu z Neapolu, powieszony i spalony na moście św. Anioła za kryptojudaizm |
| 54  | N.N.                                            | 24 maja 1573         | Grzegorz XIII (1572–1585)  | Mężczyzna stracony za uprawianie magii |
| 55  | Nicolo Colonici                                 | 4 września 1574      | Grzegorz XIII (1572–1585)  | Wenecjanin, powieszony i spalony za herezję na moście św. Anioła |
| 56  | Gianfrancesco Ghisleri di Pinerolo              | 25 października 1574 | Grzegorz XIII (1572–1585)  | Uduszony w więzieniu Inkwizycji, przypuszczalnie za herezję |
| 57  | N.N.                                            | 29 października 1574 | Grzegorz XIII (1572–1585)  | Mężczyzna powieszony i spalony za uprawianie magii |
| 58  | Alessandro Iechil                               | 19 listopada 1574    | Grzegorz XIII (1572–1585)  | Przekazany do Rzymu przez trybunał z Udine, spalony żywcem jako nieskruszony heretyk na moście św. Anioła |
| 59  | fr. Clemente Sapone di Domenico                 | 29 listopada 1578    | Grzegorz XIII (1572–1585)  | Mnich powieszony i spalony w Traspontina za herezję |
| 60  | Pompeo Loiani di Bologna                        | 12 czerwca 1579      | Grzegorz XIII (1572–1585)  | Luteranin przekazany przez trybunał z Bolonii, powieszony i spalony na moście św. Anioła jako heretyk recydywista |
| 61  | Cosimo Tronconi                                 | 12 czerwca 1579      | Grzegorz XIII (1572–1585)  | Luteranin ze Sieny, powieszony i spalony na moście św. Anioła jako heretyk recydywista |
| 62  | Salomone Siciliano                              | 13 marca 1580        | Grzegorz XIII (1572–1585)  | Żyd sycylijski, powieszony na Piazza Giudea |
| 63  | Riccardo Arctinson                              | 2 sierpnia 1581      | Grzegorz XIII (1572–1585)  | Anabaptysta z Anglii, spalony żywcem za zakłócanie mszy i profanację hostii |
| 64  | N.N.                                            | 18 listopada 1582    | Grzegorz XIII (1572–1585)  | Francuz z Delfinatu, spalony za zakłócanie mszy i profanację hostii |
| 65  | Domenico Danzarello da Piperno                  | 18 lutego 1583       | Grzegorz XIII (1572–1585)  | Duchowny, powieszony i spalony jako heretyk recydywista |
| 66  | Prospero d'Imperatore d'Africa di Barberia      | 18 lutego 1583       | Grzegorz XIII (1572–1585)  | Portugalski marran oskarżony o kryptojudaizm i nakłanianie innych marranów do powrotu do judaizmu, przekazany do Rzymu przez trybunał z Ferrary, powieszony i spalony jako recydywista                                                   |
| 67  | Gabriello Henriquez                             | 18 lutego 1583       | Grzegorz XIII (1572–1585)  | Portugalski marran oskarżony o kryptojudaizm i nakłanianie innych marranów do powrotu do judaizmu, przekazany do Rzymu przez trybunał z Ferrary, spalony żywcem jako nieskruszony recydywista                                            |
| 68  | Camillo Lomaccio                                | 23 lipca 1584        | Grzegorz XIII (1572–1585)  | Karmelita z Mediolanu, powieszony w więzieniu Torre di Nola; charakter zarzutów nieznany |
| 69  | Giulio Carino da Brescia OCarm                  | 23 lipca 1584        | Grzegorz XIII (1572–1585)  | Karmelita z Brescii, powieszony w więzieniu Torre di Nola; charakter zarzutów nieznany |
| 70  | Leonardo di Andrea Cesalpini                    | 23 lipca 1584        | Grzegorz XIII (1572–1585)  | Powieszony w więzieniu Torre di Nola; charakter zarzutów nieznany |
| 71  | Giacomo di Teodoro Paleologo OP                 | 22 marca 1585        | Grzegorz XIII (1572–1585)  | Dominikanin z Chios, głoszący poglądy unitariańskie, ścięty i spalony na moście św. Anioła jako nieskruszony recydywista; pierwotnie miał być stracony już 18 lutego 1583, ale z uwagi na deklarację skruchy wykonanie wyroku wstrzymano |
| 72  | Giuseppe di Girolamo da Lecce OCarm             | 29 stycznia 1586     | Sykstus V (1585–1590)      | Karmelita, uduszony i spalony na moście św. Anioła za heretyckie poglądy |
| 73  | Gaspare Ravelli                                 | 5 sierpnia 1587      | Sykstus V (1585–1590)      | Portugalski ksiądz, przekazany do Rzymu z Neapolu, powieszony i spalony na Campo de’ Fiori jako nieskruszony heretyk |
| 74  | Pomponio Rustici                                | 5 sierpnia 1587      | Sykstus V (1585–1590)      | Ksiądz z Montechio, powieszony i spalony na Campo de’ Fiori za herezję |
| 75  | Antonio Nantro                                  | 5 sierpnia 1587      | Sykstus V (1585–1590)      | Ksiądz z Aquili, powieszony i spalony na Campo de’ Fiori za naruszenie tajemnicy spowiedzi |
| 76  | fr. Gianantonio Bellinelli, OFM                 | 5 sierpnia 1587      | Sykstus V (1585–1590)      | Franciszkanin, powieszony i spalony na Campo de’ Fiori za nekromancję i sfałszowanie bulli papieskiej mianującej go patriarchą Jerozolimy                                                                                                |
| 77  | Valerio Marliano di Napoli OP                   | 16 lutego 1590       | Sykstus V (1585–1590)      | Dominikanin z Neapolu, powieszony na moście św. Anioła; charakter zarzutów nieznany |
| 78  | Domenico Bravo di Messina                       | 23 marca 1590        | Sykstus V (1585–1590)      | Sycylijski ksiądz, ścięty na moście św. Anioła; charakter zarzutów nieznany |
| 79  | Lorenzo dell'Aglio da Soncino OFMObs.           | 13 kwietnia 1590     | Sykstus V (1585–1590)      | Franciszkanin, powieszony i spalony na moście św. Anioła jako heretyk i apostata |
| 80  | fr. Andrea di Antonio Forzatti                  | 6 lutego 1591        | Grzegorz XIV (1590–1591)   | Mnich z Castellucio, powieszony jako heretyk recydywista |
| 81  | Flaminio di Girolamo Fabrizi                    | 6 lutego 1591        | Grzegorz XIV (1590–1591)   | Mediolańczyk, powieszony jako heretyk recydywista |
| 82  | Francesco di Nicolo Serafini OSB                | 6 lutego 1591        | Grzegorz XIV (1590–1591)   | Benedyktyn z Wenecji, powieszony jako heretyk recydywista i apostata |
| 83  | Pietro Kuplenik di Carniola                     | 20 maja 1595         | Klemens VIII (1592–1605)   | Słoweniec przekazany przez trybunał z Udine, spalony żywcem na Campo de’ Fiori jako nieskruszony heretyk |
| 84  | Walter Merse                                    | czerwiec 1595        | Klemens VIII (1592–1605)   | Szkocki protestant spalony żywcem na Campo de’ Fiori za bluźnierstwo i profanację eucharystii |
| 85  | fr. Antonio Egidio OFMConv                      | 1595                 | Klemens VIII (1592–1605)   | Franciszkanin, stracony na moście św. Anioła prawdopodobnie jako heretyk |
| 86  | Antonio di Bernardino a Campoli                 | 1595                 | Klemens VIII (1592–1605)   | Powieszony i spalony na moście św. Anioła prawdopodobnie jako heretyk |
| 87  | Angelo Carlaccio                                | 1595                 | Klemens VIII (1592–1605)   | Neapolitańczyk, powieszony i spalony na moście św. Anioła prawdopodobnie jako heretyk |
| 88  | Agostino Graziani                               | 1596                 | Klemens VIII (1592–1605)   | Rzymianin, powieszony i spalony na moście św. Anioła prawdopodobnie jako heretyk |
| 89  | Menandro Prestini                               | 1596                 | Klemens VIII (1592–1605)   | Bergamończyk, powieszony i spalony na Campo de’ Fiori prawdopodobnie jako heretyk |
| 90  | Cesare di Giuliano da Camerino                  | 1597                 | Klemens VIII (1592–1605)   | Powieszony i spalony na moście św. Anioła prawdopodobnie jako heretyk |
| 91  | Damiano di Francesco da Gubbio                  | 1597                 | Klemens VIII (1592–1605)   | Powieszony i spalony na moście św. Anioła prawdopodobnie jako heretyk |
| 92  | Baldo di Francesco da Urbino                    | 1597                 | Klemens VIII (1592–1605)   | Powieszony i spalony na moście św. Anioła prawdopodobnie jako heretyk |
| 93  | Gianangelo de Magistri                          | 1597                 | Klemens VIII (1592–1605)   | Piemontczyk, powieszony i spalony na moście św. Anioła prawdopodobnie jako heretyk |
| 94  | Ottavio di Scipione da Rimini                   | 1597                 | Klemens VIII (1592–1605)   | Kleryk, ścięty i spalony na Campo de’ Fiori prawdopodobnie jako heretyk |
| 95  | Francesco Pucci                                 | 5 lipca 1597         | Klemens VIII (1592–1605)   | Filozof, humanista i wolnomyśliciel, ścięty w więzieniu Tor di Nona jako nieskruszony heretyk recydywista; jego zwłoki spalono na Campo de’ Fiori                                                                                        |
| 96  | fr. Gianantonio di Verona, OFMCap               | 16 września 1599     | Klemens VIII (1592–1605)   | Kapucyn spalony żywcem na Campo de’ Fiori jako nieskruszony heretyk |
| 97  | fr. Clemente Mancini                            | 9 listopada 1599     | Klemens VIII (1592–1605)   | Mnich z Mediolanu, ścięty za herezję na moście św. Anioła |
| 98  | Galeazzo Porta di Milano                        | 9 listopada 1599     | Klemens VIII (1592–1605)   | Mediolańczyk, ścięty za herezję na moście św. Anioła |
| 99  | Giordano Bruno                                  | 17 lutego 1600       | Klemens VIII (1592–1605)   | Eks-dominikanin przekazany do Rzymu przez trybunał z Wenecji; spalony żywcem na Campo de’ Fiori za heretyckie poglądy filozoficzne |
| 100 | Francesco Moreno di Minervino                   | 9 czerwca 1600       | Klemens VIII (1592–1605)   | Mieszkaniec diecezji Bari, powieszony i spalony jako heretyk na moście św. Anioła |
| 101 | Nunzio Servadio                                 | 25 czerwca 1600      | Klemens VIII (1592–1605)   | Żyd powieszony na Piazza Giudea |
| 102 | Livio Palasto                                   | 10 kwietnia 1601     | Klemens VIII (1592–1605)   | Mieszkaniec Modeny, powieszony i spalony jako heretyk na moście św. Anioła |
| 103 | Marcello de Conti da Melfi                      | 10 kwietnia 1601     | Klemens VIII (1592–1605)   | Powieszony i spalony jako heretyk na moście św. Anioła |
| 104 | Giovanni Tommaso Caraffa OSIoHier               | 10 maja 1601         | Klemens VIII (1592–1605)   | Joannita, ścięty na moście św. Anioła prawdopodobnie za herezję |
| 105 | Onorio Gostanzo OFMConv                         | 10 maja 1601         | Klemens VIII (1592–1605)   | Franciszkanin, powieszony i spalony na moście św. Anioła prawdopodobnie za herezję |
| 106 | Giovanni Pietro di Tunis                        | 1607                 | Paweł V (1605–1621)        | Neofita, powieszony i spalony jako heretyk i apostata |
| 107 | Giuseppe Teodoro                                | 1609                 | Paweł V (1605–1621)        | Sycylijczyk, powieszony i spalony na moście św. Anioła; charakter zarzutów nieznany |
| 108 | Felice d'Ottavio                                | 1609                 | Paweł V (1605–1621)        | Powieszony i spalony na moście św. Anioła; charakter zarzutów nieznany |
| 109 | Francesco Rossi                                 | 1609                 | Paweł V (1605–1621)        | Rzymianin, powieszony i spalony na moście św. Anioła; charakter zarzutów nieznany |
| 110 | Antonio di Jacopo                               | 1609                 | Paweł V (1605–1621)        | Mieszkaniec diecezji Troia, powieszony na Campo de’ Fiori jako heretyk; skazany został na spalenie na stosie, ale okazał skruchę, wobec czego zmieniono sposób egzekucji                                                                 |
| 111 | Aniello Fortunati                               | 1609                 | Paweł V (1605–1621)        | Neapolitańczyk powieszony i spalony na Campo de’ Fiori jako heretyk |
| 112 | Pietro Vincenti di S. Massimo                   | 1609                 | Paweł V (1605–1621)        | Powieszony i spalony na Campo de’ Fiori jako nieskruszony heretyk |
| 113 | Marcantonio Uberti                              | 1609                 | Paweł V (1605–1621)        | Powieszony i spalony na Campo de’ Fiori jako nieskruszony heretyk |
| 114 | N.N.                                            | kwiecień 1609        | Paweł V (1605–1621)        | Prowansalczyk spalony żywcem na Campo de’ Fiori jako nieskruszony heretyk recydywista |
| 115 | Fulgenzio Manfredi OFMObs                       | 5 lipca 1610         | Paweł V (1605–1621)        | Franciszkanin obserwancki, powieszony i spalony na Campo Vaccino jako heretyk recydywista |
| 116 | Gianbattista Lucarelli                          | 1610                 | Paweł V (1605–1621)        | Rzymianin, powieszony i spalony na moście św. Anioła; charakter zarzutów nieznany |
| 117 | Emilio di Valerio                               | 1611                 | Paweł V (1605–1621)        | Powieszony i spalony na Piazza Giudea; charakter zarzutów nieznany |
| 118 | Domenico di Giovanni Mauro                      | 1611                 | Paweł V (1605–1621)        | Mediolańczyk powieszony i spalony na Campo de’ Fiori za powtórny powrót do judaizmu; pierwotnie skazany na spalenie żywcem, ale w ostatniej chwili okazał skruchę                                                                        |
| 119 | Giovanni Mancini                                | 22 października 1613 | Paweł V (1605–1621)        | Mieszkaniec diecezji Bari, uduszony i spalony na Campo de’ Fiori za świętokradztwo i odprawianie mszy bez święceń kapłańskich |
| 120 | Iacobo di Elia da San Lorenzo                   | 22 stycznia 1616     | Paweł V (1605–1621)        | Żyd stracony w więzieniu Corte Savella |
| 121 | Francesco Maria Sagni                           | 1 lipca 1616         | Paweł V (1605–1621)        | Mieszkaniec Raguzy, powieszony i spalony na Campo de’ Fiori jako heretyk |
| 122 | Ambrogio Ferrari                                | 1624                 | Urban VIII (1623–1644)     | Mediolańczyk, powieszony za herezję |
| 123 | Giovanni Battista Barbone                       | 9 czerwca 1630       | Urban VIII (1623–1644)     | Rektor kościoła S. Carlo in via del Corso powieszony na Campo de’ Fiori za nekromancję i posiadanie magicznych ksiąg |
| 124 | Cherubino Serafini OFMObs                       | 23 kwietnia 1635     | Urban VIII (1623–1644)     | Franciszkanin powieszony i spalony na Campo de’ Fiori za uprawianie astrologii, nekromancję i spiskowanie przeciwko papieżowi Urbanowi VIII                                                                                              |
| 125 | Diego Giavaloni da Palermo OESA                 | 23 kwietnia 1635     | Urban VIII (1623–1644)     | Sycylijski augustianin, powieszony i spalony na Campo de’ Fiori za uprawianie astrologii, nekromancję i spiskowanie przeciwko papieżowi Urbanowi VIII                                                                                    |
| 126 | Giacinto Centini da Ascoli                      | 23 kwietnia 1635     | Urban VIII (1623–1644)     | Duchowny, bratanek kardynała Felice Centini, ścięty na Campo de’ Fiori za uprawianie astrologii, nekromancję i spiskowanie przeciwko papieżowi Urbanowi VIII                                                                             |
| 127 | Fernando Alvarez                                | 19 marca 1640        | Urban VIII (1623–1644)     | Portugalski marran, przekazany do Rzymu przez trybunał z Pizy, spalony żywcem na Campo de’ Fiori jako nieskruszony apostata winny powrotu do judaizmu; ostatnia znana osoba stracona przez Inkwizycję w Rzymie za odstępstwo religijne   |
| 128 | Policarpo Angelico da Fermo OFMConv             | 19 maja 1642         | Urban VIII (1623–1644)     | Franciszkanin, powieszony i spalony na Campo de’ Fiori jako recydywista za sprawowanie sakramentów mimo braku święceń kapłańskich |
| 129 | Giovanni Giacomo Fello da Celano                | 1657                 | Aleksander VII (1655–1667) | Duchowny, stracony przez ścięcie; charakter zarzutów nieznany |
| 130 | Paolo Antonio Galles                            | 1708                 | Klemens XI (1700–1721)     | Powieszony za odprawianie mszy bez święceń kapłańskich |
| 131 | Domenico Spallacini da Orvieto                  | 18 lipca 1711        | Klemens XI (1700–1721)     | Powieszony i spalony na Campo de’ Fiori za odprawianie mszy bez święceń kapłańskich |
| 132 | Giuseppe Morelli da Montemilone                 | 22 sierpnia 1761     | Klemens XIII (1758–1769)   | Powieszony i spalony na Campo de’ Fiori za odprawianie mszy bez święceń kapłańskich. Ostatnia znana egzekucja dokonana przez inkwizycję rzymską                                                                                          |

## Trybunały lokalne w państwach włoskich

### Państwo Kościelne

#### Perugia
| Lp. | Imię skazańca | Data | Uwagi                                                                               |
| --- | ------------- | ---- | ----------------------------------------------------------------------------------- |
| 1   | N.N.          | 1590 | Kobieta stracona jako czarownica przez inkwizytora Perugii Vincenzo Castrucciego OP |

#### Ankona
| Lp. | Imię skazańca       | Data/okres | Uwagi |
| --- | ------------------- | ---------- | --- |
| 1   | Simeone di Menachem | 1556       | 24 marranów powieszonych i spalonych za kryptojudaizm przez Vincenzo Cisoni da Lugo OP i Cesare della Nave, komisarzy Inkwizycji Rzymskiej w Ankonie |
| 2   | Giuseppe Oeb        | 1556       | 24 marranów powieszonych i spalonych za kryptojudaizm przez Vincenzo Cisoni da Lugo OP i Cesare della Nave, komisarzy Inkwizycji Rzymskiej w Ankonie |
| 3   | Giuseppe Pappo      | 1556       | 24 marranów powieszonych i spalonych za kryptojudaizm przez Vincenzo Cisoni da Lugo OP i Cesare della Nave, komisarzy Inkwizycji Rzymskiej w Ankonie |
| 4   | Abraham Coen        | 1556       | 24 marranów powieszonych i spalonych za kryptojudaizm przez Vincenzo Cisoni da Lugo OP i Cesare della Nave, komisarzy Inkwizycji Rzymskiej w Ankonie |
| 5   | Samuele Guascone    | 1556       | 24 marranów powieszonych i spalonych za kryptojudaizm przez Vincenzo Cisoni da Lugo OP i Cesare della Nave, komisarzy Inkwizycji Rzymskiej w Ankonie |
| 6   | Abramo Zeraga       | 1556       | 24 marranów powieszonych i spalonych za kryptojudaizm przez Vincenzo Cisoni da Lugo OP i Cesare della Nave, komisarzy Inkwizycji Rzymskiej w Ankonie |
| 7   | Abramo Falcone      | 1556       | 24 marranów powieszonych i spalonych za kryptojudaizm przez Vincenzo Cisoni da Lugo OP i Cesare della Nave, komisarzy Inkwizycji Rzymskiej w Ankonie |
| 8   | Abramo Ispagna      | 1556       | 24 marranów powieszonych i spalonych za kryptojudaizm przez Vincenzo Cisoni da Lugo OP i Cesare della Nave, komisarzy Inkwizycji Rzymskiej w Ankonie |
| 9   | Salomone Iacchia    | 1556       | 24 marranów powieszonych i spalonych za kryptojudaizm przez Vincenzo Cisoni da Lugo OP i Cesare della Nave, komisarzy Inkwizycji Rzymskiej w Ankonie |
| 10  | Giacobe Molco       | 1556       | 24 marranów powieszonych i spalonych za kryptojudaizm przez Vincenzo Cisoni da Lugo OP i Cesare della Nave, komisarzy Inkwizycji Rzymskiej w Ankonie |
| 11  | Mose Paggio         | 1556       | 24 marranów powieszonych i spalonych za kryptojudaizm przez Vincenzo Cisoni da Lugo OP i Cesare della Nave, komisarzy Inkwizycji Rzymskiej w Ankonie |
| 12  | Isacco Naamias      | 1556       | 24 marranów powieszonych i spalonych za kryptojudaizm przez Vincenzo Cisoni da Lugo OP i Cesare della Nave, komisarzy Inkwizycji Rzymskiej w Ankonie |
| 13  | Giuseppe Vardai     | 1556       | 24 marranów powieszonych i spalonych za kryptojudaizm przez Vincenzo Cisoni da Lugo OP i Cesare della Nave, komisarzy Inkwizycji Rzymskiej w Ankonie |
| 14  | Salomone Gorizia    | 1556       | 24 marranów powieszonych i spalonych za kryptojudaizm przez Vincenzo Cisoni da Lugo OP i Cesare della Nave, komisarzy Inkwizycji Rzymskiej w Ankonie |
| 15  | David Names         | 1556       | 24 marranów powieszonych i spalonych za kryptojudaizm przez Vincenzo Cisoni da Lugo OP i Cesare della Nave, komisarzy Inkwizycji Rzymskiej w Ankonie |
| 16  | Giuseppe Molco      | 1556       | 24 marranów powieszonych i spalonych za kryptojudaizm przez Vincenzo Cisoni da Lugo OP i Cesare della Nave, komisarzy Inkwizycji Rzymskiej w Ankonie |
| 17  | Salomone Pinto      | 1556       | 24 marranów powieszonych i spalonych za kryptojudaizm przez Vincenzo Cisoni da Lugo OP i Cesare della Nave, komisarzy Inkwizycji Rzymskiej w Ankonie |
| 18  | Giuseppe Barzilai   | 1556       | 24 marranów powieszonych i spalonych za kryptojudaizm przez Vincenzo Cisoni da Lugo OP i Cesare della Nave, komisarzy Inkwizycji Rzymskiej w Ankonie |
| 19  | Giacobbe Montalbaro | 1556       | 24 marranów powieszonych i spalonych za kryptojudaizm przez Vincenzo Cisoni da Lugo OP i Cesare della Nave, komisarzy Inkwizycji Rzymskiej w Ankonie |
| 20  | Abramo Loria        | 1556       | 24 marranów powieszonych i spalonych za kryptojudaizm przez Vincenzo Cisoni da Lugo OP i Cesare della Nave, komisarzy Inkwizycji Rzymskiej w Ankonie |
| 21  | Giacobbe Coen       | 1556       | 24 marranów powieszonych i spalonych za kryptojudaizm przez Vincenzo Cisoni da Lugo OP i Cesare della Nave, komisarzy Inkwizycji Rzymskiej w Ankonie |
| 22  | David Zalon         | 1556       | 24 marranów powieszonych i spalonych za kryptojudaizm przez Vincenzo Cisoni da Lugo OP i Cesare della Nave, komisarzy Inkwizycji Rzymskiej w Ankonie |
| 23  | David Zadichiaro    | 1556       | 24 marranów powieszonych i spalonych za kryptojudaizm przez Vincenzo Cisoni da Lugo OP i Cesare della Nave, komisarzy Inkwizycji Rzymskiej w Ankonie |
| 24  | Miora               | 1556       | 24 marranów powieszonych i spalonych za kryptojudaizm przez Vincenzo Cisoni da Lugo OP i Cesare della Nave, komisarzy Inkwizycji Rzymskiej w Ankonie |

#### Bolonia
| Lp. | Imię skazańca             | Data                | Uwagi |
| --- | ------------------------- | ------------------- | --- |
| 1   | Vincenza Ferrarese        | 27 maja 1559        | Cztery kobiety powieszone i spalone jako czarownice, uznane za winne m.in. profanowania konsekrowanych hostii                |
| 2   | Domenica Malatesti        | 27 maja 1559        | Cztery kobiety powieszone i spalone jako czarownice, uznane za winne m.in. profanowania konsekrowanych hostii                |
| 3   | Laura Campani             | 27 maja 1559        | Cztery kobiety powieszone i spalone jako czarownice, uznane za winne m.in. profanowania konsekrowanych hostii                |
| 4   | Elisabetta Zochi          | 27 maja 1559        | Cztery kobiety powieszone i spalone jako czarownice, uznane za winne m.in. profanowania konsekrowanych hostii                |
| 5   | Marino de Furno           | 18 stycznia 1567    | Powieszony i spalony jako luteranin, anabaptysta i heretyk recydywista                                                       |
| 6   | Bernardo Brascaglia       | 18 stycznia 1567    | Powieszony i spalony jako luteranin, anabaptysta i heretyk recydywista                                                       |
| 7   | Baldassare Bambinaro      | 18 stycznia 1567    | Wenecjanin powieszony i spalony jako luteranin, anabaptysta i heretyk recydywista                                            |
| 8   | Bernardino Rozola         | 22 marca 1567       | Mediolańczyk (lub Szwajcar?) powieszony i spalony za recydywę jako luteranin i anabaptysta                                   |
| 9   | Pellegrino Righetti       | 5 września 1567     | Malarz z Bolonii, powieszony i spalony jako luteranin                                                                        |
| 10  | Pietro Antonio da Cervia  | 5 września 1567     | Powieszony i spalony jako luteranin                                                                                          |
| 11  | Alessandro Panzacchi      | 7 października 1567 | Bolończyk, powieszony i spalony za herezję                                                                                   |
| 12  | Bastiano da Paris         | 9 października 1568 | Luteranin z Ferrary, powieszony i spalony za herezję                                                                         |
| 13  | Silvio Lanzoni            | 9 października 1568 | Mantuańczyk, powieszony i spalony jako luteranin                                                                             |
| 14  | Antenore Ghirlingani      | 9 grudnia 1572      | Spalony żywcem jako nieskruszony luteranin                                                                                   |
| 15  | Ipolita di Luca Bucanelli | 29 stycznia 1577    | Kobieta powieszona i spalona za czary                                                                                        |
| 16  | Giacomo Saliceti          | 30 kwietnia 1579    | Spalony jako heretyk recydywista (brak wiary w czyściec i odpusty)                                                           |
| 17  | Paolo di Granaglione      | 27 września 1579    | Mężczyzna powieszony i spalony za czary                                                                                      |
| 18  | Aurelio Nanarini          | październik 1581    | Młody student z Bolonii, spalony jako recydywista za “błędne i formalnie heretyckie” poglądy                                 |
| 19  | Alessandro Gandini        | 2 kwietnia 1583     | Powieszony i spalony jako nieskruszony heretyk recydywista                                                                   |
| 20  | Ettore del Tole           | 28 listopada 1587   | Stracony za ukrywanie heretyków                                                                                              |
| 21  | Cattolini da Colmegna     | 29 lutego 1588      | "Luteranin i sodomita", spalony na stosie                                                                                    |
| 22  | Vincenzo Marini           | 8 października 1588 | "Luteranin i sodomita", spalony na stosie                                                                                    |
| 23  | Antonio                   | 15 kwietnia 1589    | Spaleni na stosie, prawdopodobnie jako heretycy                                                                              |
| 24  | Vincenzo di Petronio Sega | 15 kwietnia 1589    | Spaleni na stosie, prawdopodobnie jako heretycy                                                                              |
| 25  | Johannes Busbrach         | 5 listopada 1618    | Luteranin z Niemiec, spalony na stosie                                                                                       |
| 26  | Constantine Saccardino    | 27 listopada 1622   | Cztery osoby stracone za świętokradztwo (ikonoklazm)                                                                         |
| 27  | Bernardino Saccardino     | 27 listopada 1622   | Cztery osoby stracone za świętokradztwo (ikonoklazm)                                                                         |
| 28  | Pellegrino Saccardino     | 27 listopada 1622   | Cztery osoby stracone za świętokradztwo (ikonoklazm)                                                                         |
| 29  | Girolamo de' Todeschi     | 27 listopada 1622   | Cztery osoby stracone za świętokradztwo (ikonoklazm)                                                                         |
| 30  | Francesco Soldati         | 1628                | Stracony jako "herezjarcha"                                                                                                  |
| 31  | Andrea Malagie            | 1675                | Stracony za nakłanianie chrześcijanina żydowskiego pochodzenia do powrotu do judaizmu oraz za zabójstwo urzędnika inkwizycji |
| 32  | Gian Matteo Bertoldi      | 3 września 1710     | Kleryk ścięty za celebrowanie mszy bez święceń kapłańskich                                                                   |
| 33  | Giovanni Menghi           | 20 czerwca 1744     | Stracony za profancję konsekrowanych hostii                                                                                  |

#### Faenza
| Lp. | Imię skazańca        | Data             | Uwagi                                                      |
| --- | -------------------- | ---------------- | ---------------------------------------------------------- |
| 1   | Pietro Paolo Stanghi | 1567             | Heretyk                                                    |
| 2   | Camilla Caccianemici | 23 sierpnia 1569 | Żona Camillo Ragnolo, powieszona i spalona jako heretyczka |

#### Lugo
| Lp. | Imię skazańca    | Data        | Uwagi                                      |
| --- | ---------------- | ----------- | ------------------------------------------ |
| 1   | Andrea Relencini | lipiec 1581 | Rzemieślnik z Modeny, skazany jako heretyk |

#### Wyroki śmierci wAwinionie
| Data/okres  | Liczba wydanych wyroków śmierci | Rzeczywista liczba egzekucji                 | Uwagi |
| ----------- | ------------------------------- | -------------------------------------------- | --- |
| maj 1545    | 7                               | 7                                            | Prawdopodobnie waldensi |
| lipiec 1545 | 6                               | 6                                            | Prawdopodobnie waldensi |
| koniec 1545 | 3                               | 3                                            | Prawdopodobnie waldensi |
| 1554        | 1                               | 1                                            | Prawdopodobnie hugenota |
| 1557        | 1                               | 1                                            | Kaznodzieja hugenocki |
| 1566–1574   | 818                             | nieznana (prawdopodobnie nie więcej niż 455) | Hugenoci; dokładna liczba wykonanych wyroków nie jest znana, wielu skazanych (prawdopodobnie co najmniej 363) osądzonych zostało zaocznie |
| 1581        | 1                               | 1                                            | Kobieta spalona jako czarownica |
| 1582        | 18                              | 18                                           | Sześciu mężczyzn i dwanaście kobiet spalonych za czary                                                                                    |

### Księstwa Ferrary i Modeny (d’Este)

#### Ferrara
| Lp. | Imię skazańca               | Data             | Uwagi |
| --- | --------------------------- | ---------------- | --- |
| 1   | Fanino Fanini da Faenza     | 22 sierpnia 1550 | Kalwinista, jeden z liderów włoskiego ruchu reformacyjnego, powieszony i spalony jako heretyk recydywista |
| 2   | Giorgio Rioli il Siculo     | 23 maja 1551     | Zwolennik nauk Valdesa, uduszony w więzieniu jako nieskruszony heretyk                                    |
| 3   | Giovanni della Dia          | 4 września 1568  | Ksiądz z Adrii, ścięty i spalony jako heretyk                                                             |
| 4   | Tommaso Scurta dal Finale   | 4 września 1568  | Ścięty i spalony jako heretyk                                                                             |
| 5   | Giovanni Pajano da Modena   | 4 września 1568  | Ścięty i spalony jako heretyk                                                                             |
| 6   | Francesco Severi da Argenta | 7 września 1570  | Ścięty i spalony jako heretyk recydywista                                                                 |
| 7   | N.N.                        | 1635             | Żyd spalony za świętokradztwo                                                                             |

#### Modena
| Lp. | Imię skazańca        | Data           | Uwagi |
| --- | -------------------- | -------------- | --- |
| 1   | Marco Magnavacca     | 16 lutego 1567 | Bolończyk, uduszony i spalony jako heretyk (unitarianin) |
| 2   | Vincenzo Pellicciari | 30 lipca 1727  | Heretyk stracony za nieortodoksyjne poglądy na temat Dziewicy Maryi. Ostatni znany heretyk stracony z wyroku inkwizycji rzymskiej. O zastosowaniu wobec niego kary śmierci zadecydował osobiście papież Benedykt XIII wbrew opinii Kongregacji Świętego Oficjum, rekomendującej skazanie na galery |

#### Brescello
| Lp. | Imię skazańca          | Data           | Uwagi                             |
| --- | ---------------------- | -------------- | --------------------------------- |
| 1   | Viano Viani da Viadana | 23 lutego 1571 | Stracony jako heretyk recydywista |

### Księstwo Mantui

#### Mantua
| Lp. | Imię skazańca                | Data             | Uwagi                                                   |
| --- | ---------------------------- | ---------------- | ------------------------------------------------------- |
| 1   | Francesco Volpati da Verona  | kwiecień 1568    | Trzy osoby stracone za herezję                          |
| 2   | Vincenzo da Treviso          | kwiecień 1568    | Trzy osoby stracone za herezję                          |
| 3   | Pietro Giudice da Rivoltella | kwiecień 1568    | Trzy osoby stracone za herezję                          |
| 4   | Francesco da Bertinoro       | maj 1568         | Skazany za herezję                                      |
| 5   | Giuditta Franchetti          | 22 kwietnia 1600 | Kobieta żydowskiego pochodzenia spalona jako czarownica |
| 6   | Eleonora di Cabrini          | grudzień 1601    | Dwie kobiety spalone jako czarownice                    |
| 7   | Lucia Piadena                | grudzień 1601    | Dwie kobiety spalone jako czarownice                    |
| 8   | Cassandra Povia              | grudzień 1601    | Kobieta skazana na stos za bluźnierstwo                 |

### Republika Genui

#### Genua
| Lp. | Imię skazańca     | Data          | Uwagi |
| --- | ----------------- | ------------- | --- |
| 1   | Stefan Alemano    | ok. 1600–1609 | Luteranin z Niemiec spalony przez inkwizytora Genui Giovanniego Battistę Penna da Finale (1600–1609); dokładna data egzekucji nieznana |
| 2   | Nicolo del Medico | listopad 1723 | Stracony za kradzież konsekrowanych hostii                                                                                             |

### Księstwo Sabaudii-Piemontu

#### Carignano
| Lp. | Imię skazańca         | Data           | Uwagi |
| --- | --------------------- | -------------- | --- |
| 1   | Jan Mathurin          | 27 lutego 1560 | Pastor waldensów, spalony na stosie na podstawie wyroku inkwizytora Turynu Tommaso Giacomelliego OP                 |
| 2   | Giovanna Dratina      | 27 lutego 1560 | Żona Jana Mathurina, spalona na stosie wraz z mężem na podstawie wyroku inkwizytora Turynu Tommaso Giacomelliego OP |
| 3   | Giovanni di Carignano | 14 marca 1560  | Heretyk (prawdopodobnie waldens) spalony na stosie na podstawie wyroku inkwizytora Tommaso Giacomelliego OP         |

#### Pinerolo
| Lp. | Imię skazańca       | Data            | Uwagi |
| --- | ------------------- | --------------- | --- |
| 1   | Paul de la Rive OFM | 23 grudnia 1550 | Franciszkanin uznany za heretyka przez inkwizytora Tommaso Giacomelliego OP i skazany na śmierć przez parlament turyński |

#### Turyn
| Lp. | Imię skazańca            | Data            | Uwagi |
| --- | ------------------------ | --------------- | --- |
| 1   | Johanna Comuna           | 5 września 1551 | Cztery kobiety uznane za czarownice przez inkwizytorów Tommaso Giacomelliego OP i Cristoforo Gallianiego OP, skazane na śmierć i spalone na stosie przez parlament turyński |
| 2   | Johanna Fenogla          | 5 września 1551 | Cztery kobiety uznane za czarownice przez inkwizytorów Tommaso Giacomelliego OP i Cristoforo Gallianiego OP, skazane na śmierć i spalone na stosie przez parlament turyński |
| 3   | Maria Renella            | 5 września 1551 | Cztery kobiety uznane za czarownice przez inkwizytorów Tommaso Giacomelliego OP i Cristoforo Gallianiego OP, skazane na śmierć i spalone na stosie przez parlament turyński |
| 4   | Catherina Bezia          | 5 września 1551 | Cztery kobiety uznane za czarownice przez inkwizytorów Tommaso Giacomelliego OP i Cristoforo Gallianiego OP, skazane na śmierć i spalone na stosie przez parlament turyński |
| 5   | Barthélemi Hector        | 19 czerwca 1556 | Waldens, skazany na śmierć przez inkwizytora Tommaso Giacomelliego OP we współpracy z parlamentem turyńskim                                                                 |
| 6   | Geoffrey Varaglia OFMCap | 29 marca 1558   | Kaznodzieja kalwiński, były kapucyn, skazany na śmierć przez inkwizytora Tommaso Giacomelliego OP we współpracy z parlamentem turyńskim                                     |

#### Vercelli
| Lp. | Imię skazańca    | Data          | Uwagi |
| --- | ---------------- | ------------- | --- |
| 1   | Nicolo Sartori   | 4 maja 1557   | Prawdopodobnie waldens, spalony żywcem na stosie jako heretyk na podstawie wyroku inkwizytora Vercelli Giacomo Barilliego OP  |
| 2   | Giorgio Olivetta | grudzień 1566 | Spalony na stosie jako "recydywista, ikonoklasta i bluźnierca" na podstawie wyroku inkwizytora Vercelli Cipriano Ubertiego OP |

### Księstwo Parmy i Piacenzy

#### Piacenza
| Lp. | Imię skazańca           | Data           | Uwagi                                                                         |
| --- | ----------------------- | -------------- | ----------------------------------------------------------------------------- |
| 1   | Domenico Cabianca       | wrzesień 1550  | Luteranin spalony na stosie przez inkwizytora generalnego Callisto Fornariego |
| 2   | Alessandro da Caverzago | 2 czerwca 1564 | Notariusz spalony jako heretyk recydywista                                    |
| 3   | Antonio Polli           | 23 maja 1610   | Stracony za celebrowanie mszy bez święceń kapłańskich                         |

#### Parma
| Lp. | Imię skazańca        | Data             | Uwagi                                |
| --- | -------------------- | ---------------- | ------------------------------------ |
| 1   | Giacomo Sostegni     | 11 stycznia 1640 | Mężczyźni straceni za świętokradztwo |
| 2   | Lorenzo Frateschi    | 11 stycznia 1640 | Mężczyźni straceni za świętokradztwo |
| 3   | Francesco Maria Loia | 1 marca 1681     | Mężczyźna stracony za świętokradztwo |

### Księstwo Mediolanu

#### Mediolan
| Lp. | Imię skazańca                     | Data                 | Uwagi                                                                     |
| --- | --------------------------------- | -------------------- | ------------------------------------------------------------------------- |
| 1   | Lucia da Lissono                  | 21 października 1542 | Spalona na stosie jako czarownica                                         |
| 2   | fr. Raffaello d'Aldisi da Cremona | 18 stycznia 1558     | Zakonnik, spalony na stosie                                               |
| 3   | Francesco d'Amade di Vicenza      | 18 stycznia 1558     | Rzeźbiarz, spalony na stosie                                              |
| 4   | Battista                          | 15 maja 1575         | Luteranin, spalony na stosie                                              |
| 5   | Anna Maria Pamolea                | 1641                 | Dwie kobiety stracone za zamordowanie dwóch kobiet i "atak na inkwizycję" |
| 6   | Margarita Martignona              | 1641                 | Dwie kobiety stracone za zamordowanie dwóch kobiet i "atak na inkwizycję" |
| 7   | Giovanni Giacomo Molino           | 3 marca 1704         | Kleryk stracony za odprawianie mszy bez święceń kapłańskich               |

#### Lodi
| Lp. | Imię skazańca           | Data              | Uwagi                                                    |
| --- | ----------------------- | ----------------- | -------------------------------------------------------- |
| 1   | Galeazzo da Trezzo OESA | 24 listopada 1551 | Augustianin, spalony na stosie za proluterańskie poglądy |

#### Como
| Lp. | Imię skazańca   | Data          | Uwagi                                    |
| --- | --------------- | ------------- | ---------------------------------------- |
| 1   | Francesco Gamba | 21 lipca 1554 | Kalwiński kaznodzieja, spalony na stosie |

#### Novara
| Lp. | Imię skazańca   | Data              | Uwagi |
| --- | --------------- | ----------------- | ----- |
| 1   | Battista Farina | 20 listopada 1586 |       |

### Wielkie Księstwo Toskanii

#### Siena
| Lp. | Imię skazańca | Data | Uwagi                           |
| --- | ------------- | ---- | ------------------------------- |
| 1–5 | 5 x N.N.      | 1569 | Kobiety spalone jako czarownice |
| 6   | Costanza      | 1588 |                                 |

### Republika Wenecka

#### Wenecja
| Lp. | Imię skazańca            | Data                 | Uwagi |
| --- | ------------------------ | -------------------- | --- |
| 1   | Zuan Battista Tranbachin | 7 listopada 1553     | Anabaptysta z Gryzonii, stracony jako nieskruszony heretyk przez utopienie w morzu                                                 |
| 2   | Baldo Lupatino OFM       | 17 września 1556     | Stracony jako nieskruszony heretyk recydywista poprzez utopienie w morzu                                                           |
| 3   | Bartolomeo Fonzio        | 4 sierpnia 1562      | Były mnich, propagator idei reformacji, stracony poprzez utopienie w morzu                                                         |
| 4   | Giulio Gerlandi          | 15 października 1562 | Stracony za herezję poprzez utopienie w morzu                                                                                      |
| 5   | Antonio Rizzetto         | 8 lutego 1565        | Stracony za herezję poprzez utopienie w morzu                                                                                      |
| 6   | Francesco Della Sega     | 8 lutego 1565        | Stracony za herezję poprzez utopienie w morzu                                                                                      |
| 7   | Publio Francesco Spinola | 30 stycznia 1567     | Stracony za herezję poprzez utopienie w morzu                                                                                      |
| 8   | Gianbattista Sambeni     | 27 sierpnia 1569     | Anabaptysta, stracony przez utopienie w morzu                                                                                      |
| 9   | Simone de Simoni         | 10 czerwca 1570      | Stracony za herezję poprzez utopienie w morzu                                                                                      |
| 10  | Paolo Gaiano             | 6 lipca 1570         | Stracony za herezję poprzez utopienie w morzu                                                                                      |
| 11  | Alvise de Coltis         | 15 lipca 1570        | Stracony za herezję poprzez utopienie w morzu                                                                                      |
| 12  | Girolamo Parto           | 10 marca 1575        | Stracony za herezję poprzez utopienie w morzu                                                                                      |
| 13  | Andrea                   | 8 marca 1584         | Stracony za herezję poprzez utopienie w morzu                                                                                      |
| 14  | Cesare                   | 8 marca 1584         | Stracony za herezję poprzez utopienie w morzu                                                                                      |
| 15  | Giorgio                  | 8 marca 1584         | Stracony za herezję poprzez utopienie w morzu                                                                                      |
| 16  | Girolamo Donzellino      | 10 kwietnia 1587     | Stracony za herezję poprzez utopienie w morzu                                                                                      |
| 17  | Achille Rubini           | 21 kwietnia 1587     | Stracony za herezję poprzez utopienie w morzu                                                                                      |
| 18  | Claudio Baniere-Textor   | 30 lipca 1587        | Stracony za herezję poprzez utopienie w morzu                                                                                      |
| 19  | Pietro Longo             | styczeń 1588         | Stracony przez utopienie w morzu za herezję oraz posiadanie heretyckich ksiąg                                                      |
| 20  | Tommaso Perche           | 9 lipca 1705         | Powieszeni za celebrowanie mszy bez święceń kapłańskich                                                                            |
| 21  | Giacomo Antonio Moro     | 9 lipca 1705         | Powieszeni za celebrowanie mszy bez święceń kapłańskich                                                                            |
| 22  | Antonio Rambaldo         | 26 sierpnia 1724     | Ścięty i spalony za celebrowanie mszy bez święceń kapłańskich                                                                      |
| 23  | Andrea Filippo Pini      | 5 maja 1736          | Ścięty i spalony za odprawianie mszy bez święceń kapłańskich; skazany został przez trybunał w Padwie, ale wyrok wykonano w Wenecji |

#### Brescia
| Lp. | Imię skazańca      | Data            | Uwagi |
| --- | ------------------ | --------------- | --- |
| 1   | Francesco Calcagno | 23 grudnia 1550 | Mieszkaniec Brescii, skazany przez trybunał w Wenecji za bluźnierstwo i proluterańskie poglądy. Został ścięty, a następnie spalony |

#### Bergamo
| Lp. | Imię skazańca    | Data              | Uwagi                                                                      |
| --- | ---------------- | ----------------- | -------------------------------------------------------------------------- |
| 1   | Angelo Butturino | 16 listopada 1651 | Rozstrzelany za celebrowanie mszy bez święceń kapłańskich (zwłoki spalono) |

#### Rovigo
| Lp. | Imię skazańca                | Data            | Uwagi                                                              |
| --- | ---------------------------- | --------------- | ------------------------------------------------------------------ |
| 1   | Benedetto del Borgo da Asolo | 16 marca 1551   | ”Biskup” anabaptystów, spalony na stosie jako nieskruszony heretyk |
| 2   | Girolamo Biscaccia           | kwiecień 1570   | Stracony jako nieskruszony heretyk recydywista                     |
| 3   | Alfonso Ariano               | 8 września 1571 | Uduszony i spalony jako heretyk                                    |

#### Conegliano
| Lp. | Imię skazańca     | Data           | Uwagi                                    |
| --- | ----------------- | -------------- | ---------------------------------------- |
| 1   | Riccardo Perucolo | 22 lutego 1568 | Spalony żywcem jako nieskruszony heretyk |

#### Padwa
| Lp. | Imię skazańca          | Data           | Uwagi                                               |
| --- | ---------------------- | -------------- | --------------------------------------------------- |
| 1   | Bernardin Marangoni    | 19 lutego 1611 | Ścięty za celebrowanie mszy bez święceń kapłańskich |
| 2   | Angelo Benedetto Ricci | 9 grudnia 1631 | Ścięty za celebrowanie mszy bez święceń kapłańskich |

#### Vicenza
| Lp. | Imię skazańca        | Data            | Uwagi                                                                                  |
| --- | -------------------- | --------------- | -------------------------------------------------------------------------------------- |
| 1   | Bartolomeo Belli     | 4 lipca 1570    | Protestant, ścięty i spalony na stosie jako "heretyk i recydywista"                    |
| 2   | N.N.                 | 4 lipca 1570    | Skazany na śmierć jako heretyk                                                         |
| 3   | N.N.                 | 4 lipca 1570    | Skazany na śmierć jako heretyk                                                         |
| 4   | Agostino Vanzo       | 11 czerwca 1580 | Skazany na śmierć jako nieskruszony heretyk                                            |
| 5   | Bianca Nievo Angaran | 1 marca 1588    | Skazana na śmierć jako nieskruszona heretyczka, uduszona w więzieniu                   |
| 6   | N.N.                 | 1 marca 1588    | Mężczyzna z Breganze, skazany na śmierć jako heretyk recydywista, uduszony w więzieniu |

#### Werona
| Lp. | Imię skazańca         | Data                 | Uwagi                                                 |
| --- | --------------------- | -------------------- | ----------------------------------------------------- |
| 1   | Gian Francesco Florio | 5 lipca 1576         | Kalwinista                                            |
| 2   | Bernardino Bresciano  | 18 lipca 1579        | Skazany jako heretyk recydywista                      |
| 3   | Ventura Caliari       | 24 stycznia 1584     | Malarz, skazany za herezję                            |
| 4   | Pietro Paolo Leonardi | 13 października 1705 | Stracony za celebrowanie mszy bez święceń kapłańskich |

#### Udine
| Lp. | Imię skazańca       | Data            | Uwagi                                                             |
| --- | ------------------- | --------------- | ----------------------------------------------------------------- |
| 1   | Ambrogio Castenario | 6 września 1568 | Słoweński luteranin, spalony na stosie jako nieskruszony heretyk  |
| 2   | Daniele Dionisi     | 15 grudnia 1588 | Mieszkaniec Karyntii, spalony na stosie jako nieskruszony heretyk |

#### Portogruaro
| Lp. | Imię skazańca      | Data            | Uwagi                                                                                                   |
| --- | ------------------ | --------------- | --- |
| 1   | Domenico Scandella | 8 sierpnia 1599 | Młynarz spalony na stosie jako nieskruszony heretyk recydywista (m.in. negował dogmat o Trójcy Świętej) |

#### Cividale del Friuli
| Lp. | Imię skazańca | Data           | Uwagi |
| --- | ------------- | -------------- | --- |
| 1   | Domenico      | 16 lutego 1583 | Stolarz skazany na śmierć za herezję; zmarł w więzieniu krótko przed terminem egzekucji, jego ciało spalono na stosie |

### Królestwo Neapolu

#### Neapol
| Lp. | Imię skazańca               | Data/okres       | Uwagi |
| --- | --------------------------- | ---------------- | --- |
| 1   | Gianfrancesco Alois         | 4 marca 1564     | Valdesianie, spaleni na stosie jako heretycy |
| 2   | Giovanni Bernardino Gargano | 4 marca 1564     | Valdesianie, spaleni na stosie jako heretycy |
| 3   | Paolo delli Vergini         | 24 stycznia 1636 | Klerycy skazani na śmierć za sprawowanie sakramentów mimo braku święceń kapłańskich przez inkwizytora Antonio Ricciulo, biskupa Belcastro; trzech z nich zostało uduszonych i spalonych publicznie, jeden został uduszony w więzieniu. |
| 4   | Donato di Feo di Omegnano   | 27 marca 1637    | Klerycy skazani na śmierć za sprawowanie sakramentów mimo braku święceń kapłańskich przez inkwizytora Antonio Ricciulo, biskupa Belcastro; trzech z nich zostało uduszonych i spalonych publicznie, jeden został uduszony w więzieniu. |
| 5   | Francesco Maria Foti        | 2 marca 1639     | Klerycy skazani na śmierć za sprawowanie sakramentów mimo braku święceń kapłańskich przez inkwizytora Antonio Ricciulo, biskupa Belcastro; trzech z nich zostało uduszonych i spalonych publicznie, jeden został uduszony w więzieniu. |
| 6   | fr. Pietro da Napoli OFMRef | 12 stycznia 1640 | Klerycy skazani na śmierć za sprawowanie sakramentów mimo braku święceń kapłańskich przez inkwizytora Antonio Ricciulo, biskupa Belcastro; trzech z nich zostało uduszonych i spalonych publicznie, jeden został uduszony w więzieniu. |

### Malta
| Lp. | Imię skazańca     | Data          | Uwagi                                                                                |
| --- | ----------------- | ------------- | ------------------------------------------------------------------------------------ |
| 1   | Giovanni da Paris | 11 lipca 1639 | Dwóch chrześcijan, którzy przeszli na islam, straceni przez powieszenie za apostazję |
| 2   | Constantino       | 11 lipca 1639 | Dwóch chrześcijan, którzy przeszli na islam, straceni przez powieszenie za apostazję |

## Trybunały lokalne w pozostałych regionach

### Franche-Comté
| Lp.  | Imię skazańca | Data/okres | Uwagi |
| ---- | ------------- | ---------- | --- |
| 1–22 | 22 x N.N.     | 1657–1659  | 22 osoby spalone pod zarzutem uprawiania czarów przez inkwizytora Pierre’a Symarda OP, bez aprobaty Kongregacji Świętego Oficjum |

### Barcelona
| Lp. | Imię skazańca | Data          | Uwagi    |
| --- | ------------- | ------------- | -------- |
| 1   | N.N.          | listopad 1647 | Sodomita |